# Soportújar
Soportújar è un comune spagnolo di 249 abitanti situato nella comunità autonoma dell'Andalusia.